# جون إدوين غودال
جون إدوين غودال (بالإنجليزية: John Edwin Goodall) هو لاعب هوكي جليد أسترالي، ولد في 1893 في St Kilda, Victoria ‏ في أستراليا، وتوفي في 19 أبريل 1960 في Brighton, Victoria ‏ في أستراليا.